# Bernabé Herráez
Bernabé Herráez Gil (Valencia; 21 de febrero de 1964) es un entrenador español. En la actualidad se encuentra sin equipo.
Estudió Educación Física en su país natal, graduándose como monitor en 1990 y como magíster siete años después. Es, además, monitor de vóleibol y ha llevado un Curso de Entrenadores de Fútbol.

## Trayectoria
Comienza su carrera como entrenador en su natal Valencia, dirigiendo equipos de la comunidad en sus primeras temporadas. Da inicio a su trayectoria en la temporada 1987-88, dirigiendo al Beniparrell CF, que militaba en ese momento en la sexta división de España, o Primera división regional. Al año siguiente ficha por el Torre Levante CF, que jugaba en la quinta división, también llamada Preferente. La próxima temporada se mantiene en la misma categoría, mas no en el equipo, ya que prueba suerte en el Silla CF. 
Para la temporada 1990-91, salta dos categorías, entrando ya en el semiprofesionalismo, al dirigir al UD Canals, el cual se encontraba disputando la tercera división. Tras esta experiencia dirige, por primera vez, un equipo fuera de la Comunidad Valenciana: ficha por el Albacete B para la temporada 1991-92. La temporada 1992-93 regresa a Valencia para dirigir al Picasent, posteriormente al B° De La Luz en dos períodos, 1993-94 y 1996-97.
El año 1998 llega a Alianza Lima para ser el jefe de la unidad técnica de menores. En la temporada 2000 gana 5 campeonatos de menores, y el 2001 gana 4. Tras la crisis del año 2001 (año del centenario del club) en el que se le habían ido 3 DTs (Iván Brzic, Paulo Autuori y Jaime Duarte), asume como director técnico del primer equipo en octubre
. El equipo disputó 16 partidos bajo su mando, incluyendo la final nacional; consiguiendo 3 victorias, 8 empates y 4 derrotas.
Después de ganar el campeonato nacional en Perú, se desvincula del cluby regresa a su país para seguir dirigiendo. En el 2002, asume por Caravaca CF y luego por UCAM. La temporada siguiente dirige al CD Coralejo

## Clubes
| Año       | Club                         |
| --------- | ---------------------------- |
| 1987–1988 | Beniparrell CF               |
| 1988–1989 | Torre Levante CF             |
| 1989–1990 | Silla CF                     |
| 1990–1991 | UD Canals                    |
| 1991–1992 | Albacete B                   |
| 1992–1993 | Picasent                     |
| 1993–1994 | B° De La Luz                 |
| 1996–1997 | B° De La Luz                 |
| 1998–2001 | Alianza Lima (DM)            |
| 2001      | Alianza Lima (Primer equipo) |
| 2002      | Caravaca CF                  |
| 2002      | UCAM                         |
| 2003–2004 | CD Coralejo                  |
| 2004      | SD Ibiza                     |